# Homer Simpson in: “Kidney Trouble”
«Homer Simpson in: „Kidney Trouble“» (с англ. — «Гомер Симпсон в фильме „Неприятности с почкой“») — восьмой эпизод десятого сезона мультсериала «Симпсоны», премьера которого состоялась 6 декабря 1998 года на американском телеканале FOX.

## Сюжет
Во время поездки в Город Призраков у Симпсонов ломается машина, им приходится остановиться у дома престарелых, а дедушка Симпсон решает, что они приехали поздравить его с днем рождения, поэтому семье приходится взять дедушку с собой на экскурсию, где он там выпивает много сока и по дороге домой сильно хочет в туалет. Гомер в силу своей непреклонности и упрямства, а также желая успеть на просмотр передачи «За Кулисами» с участием Мюррея Абрахама, его не выпускает и поэтому у него взрываются почки. Гомер соглашается отдать ему одну свою почку, но в баре у Мо ему рассказывают, что будет, если он отдаст почку. После этих слов Гомеру становится страшно, и он сбегает с операционного стола. Пока Гомер идет по пристани, он решает стать моряком и жить у моря. Гомер находит работу на корабле. Там ему каждый рассказывает, как он попал на этот корабль, но когда Гомер говорит, что он из страха сбежал и бросил своего отца умирать на операционном столе, все возмущаются и сбрасывают его за борт. Это предельно жёстко демонстрирует Гомеру всю наивность и ограниченность его представлений о безнравственности пропащих душ. Гомера выносит на берег. «Даже море не принимает меня», злится Гомер. Гомер потом видит, как одна семья сооружает песчаный замок и их хорошие отношения. Гомер возвращается в больницу, но потом снова убегает. Пока он бежит, его чуть не сбивает грузовик, а после этого на него падает машина, которую Ганс Молман вез на этом грузовике. Жизнь как бы мстит Гомеру за его непреклонность, упрямство, трусость, малодушие, эгоизм и нежелание совершить самопожертвование ради близкого человека. Гомер сожалеет о том, что не отдал почку отцу, но Доктор Хибберт говорит, что пока Гомер был без сознания, ему вырезали почку и вставили Эйбу, благодаря чему тот и выжил. Гомер в ярости. «Я отниму у тебя почку, когда уснёшь!», кричит он вслед отцу. Но семье удаётся его успокоить и убедить, что он поступил правильно. Гомер успокаивается, но при этом строит планы, как заполучить почку Барта.